# Leucothoe laurensi
Leucothoe laurensi är en kräftdjursart som beskrevs av Thomas och J. L. Barnard 1995. Leucothoe laurensi ingår i släktet Leucothoe och familjen Leucothoidae. Inga underarter finns listade i Catalogue of Life.